# A valóság határán
A valóság határán (eredeti cím: Beyond the Edge, oroszul: За гранью реальности) 2018-ban bemutatott orosz akció-fantasyfilm, melyet Aleksandr Boguslavskiy és Francesco Cinquemani rendezett. A főszerepben Miloš Biković, Antonio Banderas és Lyubov Aksyonova.
2018. március 1-én mutatták be Oroszországban.

## Cselekmény
Egy tehetséges játékos összegyűjti a természetfeletti erőkkel rendelkező férfik csapatát, hogy nagyot nyerjenek egy kaszinóban. De a játék során egy sokkal erősebb, misztikus riválissal találja szemben magát, holtpontra jut, majd veszélybe sodorja önmagát és csapatát is, akik már teljesen összeszoktak.

## Szereplők
| Szerep            | Színész               | Magyar hang        |
| ----------------- | --------------------- | ------------------ |
| Michael           | Miloš Biković         | Markovics Tamás    |
| Gordon            | Antonio Banderas      | Pusztaszeri Kornél |
| Veronika          | Lyubov Aksyonova      | Kardos Eszter      |
| Tony              | Yevgeny Stychkin      | Katona Zoltán      |
| Kevin, hipnotizőr | Yuri Chursin          | Berkes Bence       |
| Eric              | Aristarkh Venes       | Kis Horváth Zoltán |
| Alex              | Petar Zekavica        | Juhász Zoltán      |
| Victor            | Sergey Astakhov       | Kapácsy Miklós     |
| Leon              | Nikita Dyuvbanov      | Turi Bálint        |
| Női felügyelő     | Alessandra Starr Ward | N/A                |

## A film készítése
A producerek a kaszinó biztonsági főnökéhez fordultak, hogy tanácsot kérjenek a film valósághűvé tételéhez.
A földalatti kaszinóban, a repülőgépben és az erdőben lévő jeleneteket egy igazi Ilyushin Il-76 repülőgépen forgatták, amelynek belsejében játékterem épült.
A film forgatása egy hónapig tartott, 2016. márciusától – februárig.
A kaszinójeleneteket az Oracul kaszinóban forgatták, amely az Azov-City területén található, az első szövetségi szerencsejáték-zóna a Rosztovi terület és a Krasznodari Krai határán. Az egykori szerencsejáték-létesítményes jeleneteket, a Golden Palace Kaszinóban forgatták. Számos jelenetet forgattak a Kosmos szállodában (mindkét épület Moszkvában található).